# Theuville (Eure-et-Loir)
Theuvilleⓘ – miejscowość i gmina we Francji, w Regionie Centralnym, w departamencie Eure-et-Loir. W 2013 roku populacja gminy wynosiła 457 mieszkańców. 
1 stycznia 2016 roku połączono dwie wcześniejsze gminy: Theuville oraz Pézy. Siedzibą gminy została miejscowość Theuville, a nowa gmina przyjęła jej nazwę. 